# Arno Brok
Arnoud Adrianus Maria (Arno) Brok (Leerdam, 29 juli 1968) is een Nederlands politicus van de VVD. Sinds 1 maart 2017 is hij commissaris van de Koning in de provincie Friesland. Eerder was hij burgemeester van Sneek (2003–2010) en Dordrecht (2010–2017).

## Leven en werk
Brok studeerde bestuurskunde aan de Thorbecke Academie te Leeuwarden en aan de Universiteit Twente te Enschede. Na zijn studie werkte hij als ambtenaar voor de provincie Flevoland en daarna in de provincie Overijssel. Van 1994 tot 1998 was hij raadslid en fractievoorzitter voor de VVD in zijn woonplaats Leeuwarden. Daarna was hij er ruim vijf jaar wethouder. In 2003 werd hij burgemeester van Sneek en in 2010 burgemeester van Dordrecht. In 2012 reikte de toenmalige minister Van Binnenlandse Zaken, Liesbeth Spies, de burgemeestersprijs uit aan Brok. Deze prijs kreeg hij onder meer vanwege zijn 'bindend vermogen'. Bij zijn afscheid als burgemeester van Dordrecht op 24 februari 2017 werd hij benoemd tot officier in de Orde van Oranje-Nassau. In 2017 trad hij aan als commissaris van de Koning in de provincie Friesland. Hij was de eerste commissaris van de Koning die zijn installatietoespraak volledig in het Fries hield. Op 17 januari 2019 is Brok door het vakblad Binnenlands Bestuur uitgeroepen tot de beste bestuurder van de afgelopen tien jaar.

## Huidige nevenfunctie(s)
Brok heeft de volgende (niet-ambtshalve) nevenfunctie
- Voorzitter commissie Investituur van de Ridderorde van het Heilig Graf van Jeruzalem

## Privé
Brok is alleenstaand. Hij is lid van de Rooms-Katholieke Kerk. Hij is tevens ridder in de Orde van het Heilig Graf van Jeruzalem. Hij is officier in de orde van Oranje-Nassau.